# Caberea sinensis
Caberea sinensis är en mossdjursart som beskrevs av Gluhak, Lewis och Popijak 2007. Caberea sinensis ingår i släktet Caberea och familjen Candidae. Inga underarter finns listade i Catalogue of Life.